# Atletica leggera ai Giochi della III Olimpiade - 800 metri piani
La gara degli 800 metri piani dei Giochi della III Olimpiade si tenne il 1º settembre 1904 al Francis Field della Washington University di Saint Louis.

## La gara
Il favorito è Howard Valentine, campione nazionale delle 880 iarde nel 1903, titolo confermato il 4 giugno.

Alla partenza si mette in testa al gruppo Harvey Cohn, seguito da Emil Breitkreutz e dal tedesco Johannes Runge. A metà gara Runge alza il ritmo e decide di passare in testa. Cohn si arrende, invece Breitkreutz respinge l'attacco di Runge ritornando in testa.
Non si accorge che, dalle retrovie, Jim Lightbody sta velocemente rimontando. Howard Valentine rompe gli indugi e lo segue.

Breitkreutz appare ancora primo sul rettilineo finale e avvia un testa a testa con Lightbody e Valentine. Non molla fino alla fine, ma Lightbody prevale di due metri. Sul traguardo Breitkreutz è superato anche da Valentine, che coglie l'argento.

Dopo aver tagliato il traguardo molti concorrenti, esausti, si lasciano cadere a terra. I primi tre classificati hanno stabilito il proprio record personale sulla distanza metrica.

## Risultati
Non vi furono eliminatorie, si disputò direttamente la finale.
| Pos.    | Atleta           | Nazione     | Età | Tempo  |
| ------- | ---------------- | ----------- | --- | ------ |
| Oro     | Jim Lightbody    | Stati Uniti | 22  | 1'56"0 |
| Argento | Howard Valentine | Stati Uniti | 23  | 1'56"3 |
| Bronzo  | Emil Breitkreutz | Stati Uniti | 21  | 1'56"4 |
| 4       | George Underwood | Stati Uniti | 20  | n/d    |
| 5       | Johannes Runge   | Germania    | 26  | n/d    |
| 6       | William Verner   | Stati Uniti | 21  | n/d    |
| ?       | George Bonhag    | Stati Uniti | 22  | n/d    |
| ?       | Harvey Cohn      | Stati Uniti | 20  | n/d    |
| ?       | Peter Deer       | Canada      | 23  | n/d    |
| ?       | Lacey Hearn      | Stati Uniti | 23  | n/d    |
| ?       | Johnny Joyce     | Stati Uniti | 26  | n/d    |
| ?       | James Peck       | Canada      |     | n/d    |
| ?       | Paul Pilgrim     | Stati Uniti | 21  | n/d    |